# 11月13日 (旧暦)
旧暦11月13日は旧暦11月の13日目である。六曜は大安である。

## できごと
- 雄略天皇元年（ユリウス暦456年12月25日） - 第21代・雄略天皇が即位
- 元禄8年（グレゴリオ暦1695年12月18日） - 生類憐れみの令により武蔵・中野村に野犬を収容するための16万坪の「お犬小屋」を設置
- 黄帝紀元4609年（グレゴリオ暦1912年1月1日） - 中華民国で旧暦から新暦に改暦、民国紀元の使用開始。

## 誕生日
- 天文6年（ユリウス暦1537年12月15日） - 足利義昭、室町幕府第15代征夷大将軍（+ 1597年）
- 永禄6年（ユリウス暦1563年11月28日） - 細川忠興、武将・大名、小倉藩初代藩主（+ 1646年[1]）
- 明暦2年（グレゴリオ暦1656年 12月28日） - 安積澹泊、儒学者（+ 1738年）
- 明治4年（グレゴリオ暦1871年12月24日） - ヤマシタ・ヨシタロー（山下芳太郎）、カナモジカイ創立者（+ 1923年）

## 忌日
- 天正2年（ユリウス暦1574年11月26日） - 小早川繁平、戦国大名（* 1542年）
- 康熙61年（グレゴリオ暦1722年12月20日） - 康熙帝[2]、清の4代皇帝（* 1654年）
- 元治元年（グレゴリオ暦1864年12月11日） - 福原元僴（福原越後）、長州藩家老（* 1815年）